# Lebedjanskij rajon
Il Lebedjanskij rajon (in russo Лебедянский район?) è un rajon dell'Oblast' di Lipeck, nella Russia europea; il capoluogo è Lebedjan'. Istituito il 30 luglio 1928, ricopre una superficie di 1420 chilometri quadrati.